# Bernardino Fenier
Bernardino Fenier (também Bernardino Venerio) (falecido em 1535) foi um prelado católico romano que serviu como bispo de Chioggia (1487–1535).

## Biografia
A 24 de janeiro de 1487, Bernardino Fenier foi nomeado bispo de Chioggia durante o papado de Inocêncio VIII. Em abril de 1487, foi consagrado bispo por Antonio Ursi, bispo de Canea. Serviu como bispo de Chioggia até à sua morte em 1535.
Enquanto bispo, foi o principal co-consagrador de Luigi Contarini, Patriarca de Veneza (1508).